# Meyer-Zeichen
Das Meyer-Zeichen, auch Wadenkompressionsschmerz, ist ein unsicheres klinisches Zeichen einer tiefen Beinvenenthrombose. Der Patient klagt über Schmerzen bei Druck mit den Fingern des Untersuchers auf die mediale (zur Mitte hin gelegene) Seite des Unterschenkels, präziser an den sogenannten Meyerschen Druckpunkten entlang der Vena tibialis anterior und posterior. 
Weitere ebenfalls unsichere klinische Zeichen sind das Payr-Zeichen und das Homans-Zeichen.